# Fotis Ioannidis
Fotis Ioannidis (griechisch Φώτης Ιωαννίδης, * 10. Januar 2000 in Chalkida) ist ein griechischer Fußballspieler.

## Karriere

### Verein
Ioannidis begann seine Laufbahn bei den Junioren von Olympiakos Chalkida, einem Amateurverein aus seiner Heimatstadt. 2016 wechselte er in die Jugendabteilung von Levadiakos.
Seinen ersten Pflichtspieleinsatz hatte Ioannidis am 24. Oktober 2017, als er im Rahmen eines 5:0-Pokalspielsiegs bei Eginiakos eingewechselt wurde. Sein erstes Meisterschaftsspiel absolvierte er am 26. November 2017 bei einer 0:2-Auswärtsniederlage gegen Asteras Tripolis. Sein erstes Tor in der griechischen Meisterschaft erzielte er am 10. Dezember 2018 beim 1:1-Auswärtsspiel bei Panionios Athen.
Nach dem Abstieg seiner Mannschaft zum Ende der Saison 2018/19 spielte Ioannidis für eine Spielzeit in der zweiten Liga. Nach einer für ihn erfolgreichen Saison mit 19 Einsätzen und vier Toren verließ er 2020 Levadiakos und wechselte zu Panathinaikos Athen, wo er einen Vierjahresvertrag unterzeichnete.

### Nationalmannschaft
Ioannidis zählt für die Nachwuchsmannschaften Griechenlands insgesamt 11 Länderspielen, in denen er drei Tore erzielte. Im September 2022 kam er gegen Zypern zu seinem ersten Länderspieleinsatz für die Herrennationalmannschaft. Sein erstes Länderspieltor gelang ihm am 21. November 2023. Im Rahmen eines Qualifikationsspiels zur Fußball-Europameisterschaft 2024 erzielte er gegen Frankreich die zwischenzeitliche 2:1-Führung.

## Persönliches
Fotis Ionnidis ist der Sohn des ehemaligen griechischen Fußballnationalspielers Vassilis Ioannidis.

## Erfolge
- Griechischer Pokal: 2022, 2024